# アピーロ
アピーロ（伊: Apiro）は、イタリア共和国マルケ州マチェラータ県にある、人口約2,000人の基礎自治体（コムーネ）。

## 地理

### 位置・広がり
マチェラータ県のコムーネ。県都マチェラータから西北西へ28kmの距離にある。

#### 隣接コムーネ
隣接するコムーネは以下の通り。括弧内のANはアンコーナ県所属を示す。
- チンゴリ
- クプラモンターナ (AN)
- マテーリカ
- ポッジョ・サン・ヴィチーノ
- サン・セヴェリーノ・マルケ
- セッラ・サン・クイーリコ (AN)
- スタッフォロ (AN)

### 気候分類・地震分類
アピーロにおけるイタリアの気候分類 (it) および度日は、zona E, 2243 GGである。
また、イタリアの地震リスク階級 (it) では、zona 2 (sismicità media) に分類される。

## 行政

### 分離集落
アピーロには、以下の分離集落（フラツィオーネ）がある。
- Frontale, Casalini, Favete